# Clara del Rey
Clara del Rey Calvo (Villalón de Campos, 11 de agosto de 1765-Madrid, 2 de mayo de 1808) fue una mujer española, muerta durante los sucesos del 2 de mayo de 1808 en el cuartel de Monteleón.

## Biografía
Nació el 11 de agosto de 1765 en Villalón de Campos (Valladolid), hija de Manuel del Rey y de Teresa Calvo. A los veinte años se casó con Manuel González Blanco, con quien tuvo tres hijos. A comienzos del siglo XIX se trasladaron a Madrid, donde poco después participaron en la Guerra de la Independencia contra las tropas napoleónicas.
Estuvo animando y ayudando a los defensores junto a su marido y sus hijos. Parece ser que murió por la metralla de una bala de cañón que la alcanzó en la frente. Clara del Rey figura entre las víctimas del 2 de mayo identificadas en el Archivo Municipal de Madrid, donde consta que «deja dos hijos solteros», por lo que es de suponer que en el Parque de Artillería de Monteleón también murieron su marido y uno de sus hijos. Fue enterrada en el cementerio de la Buena Dicha, situado en el hospital del mismo nombre, hoy en día desaparecido, y que estaba ubicado en las proximidades de la Gran Vía, entre las calles de los Libreros y de Silva.

## Reconocimientos

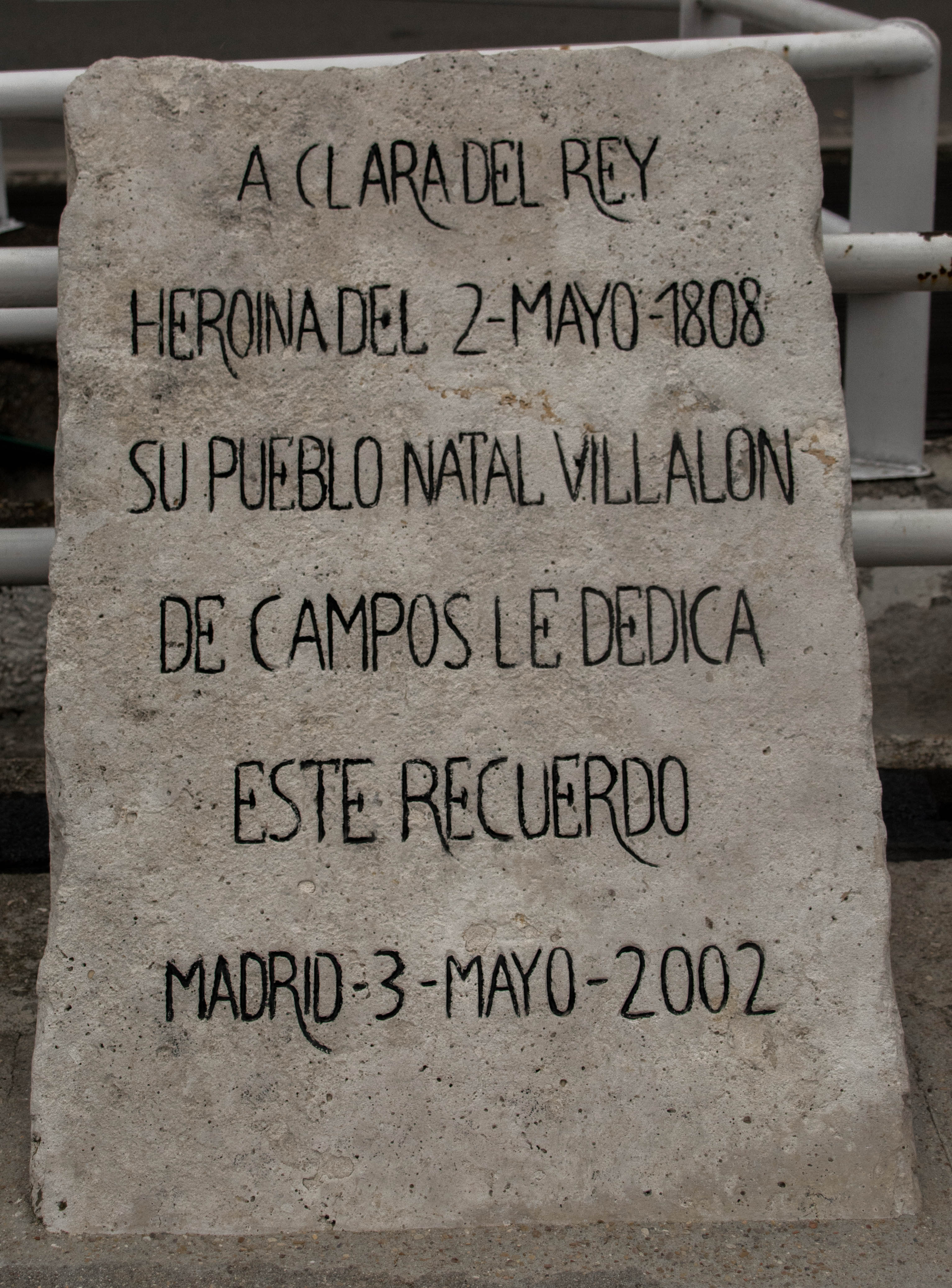
Lápida conmemorativa en los Jardines de Mario Benedetti (Madrid)

En la fachada de la iglesia de la Buena Dicha (calle de Silva n.º 25) tiene Clara del Rey una lápida conmemorativa. Madrid dedicó a su memoria una calle. En 2002 Villalón de Campos dedicó otra lápida conmemorativa ubicada en la lujosa calle que lleva su nombre en los jardines de Mario Benedetti.

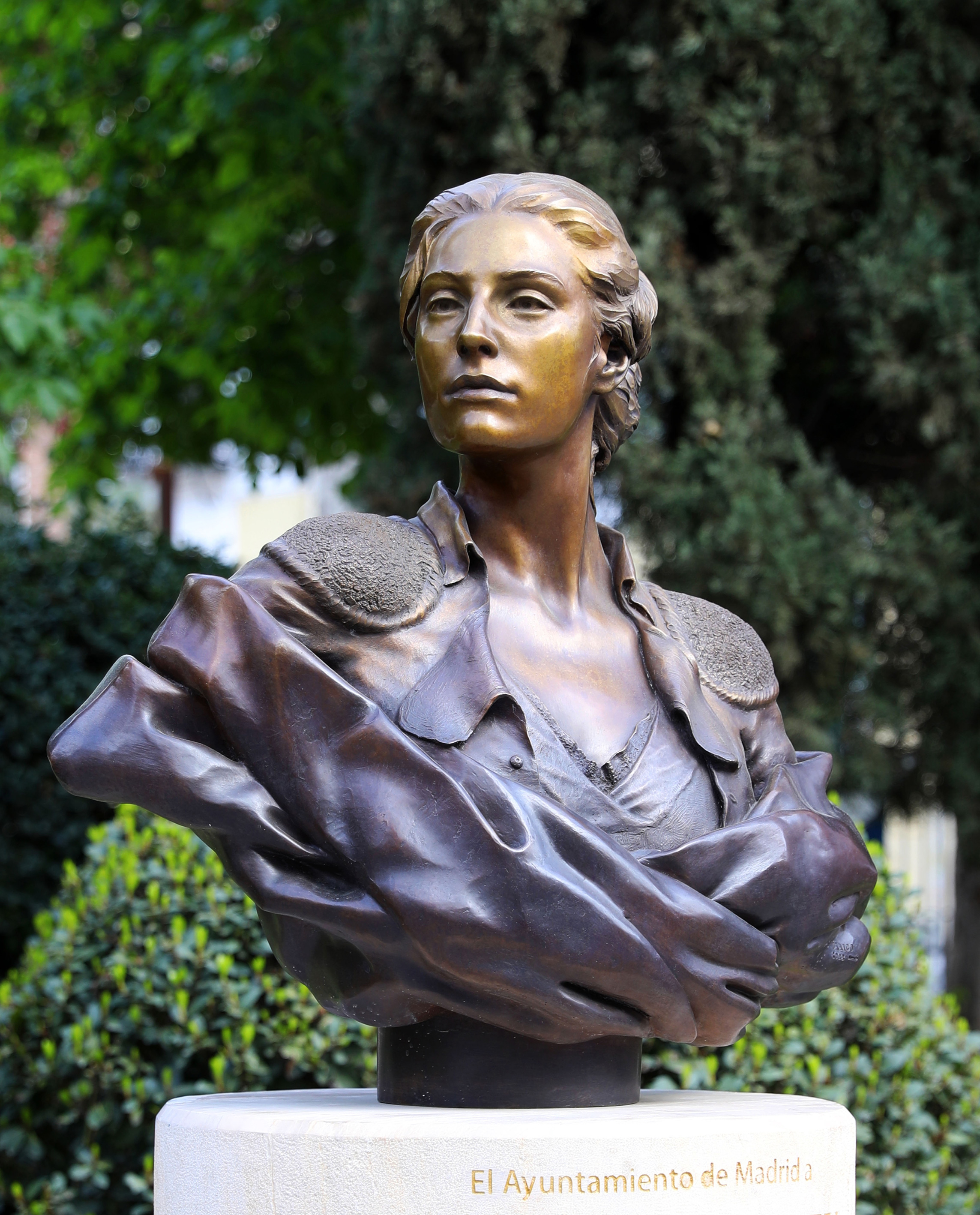
Monumento de Clara del Rey ubicado en la Plaza de las Comendadoras de Madrid, obra del escultor César Orrico.

En 2023 se le dedicó un monumento en la plaza de las Comendadoras de Madrid, inaugurado el 30 de marzo de ese año por la concejala de Cultura del Ayuntamiento de Madrid (Andrea Levy) y el alcalde de Villalón de Campos (José Ángel Alonso) que fueron los promotores del mismo.
El monumento consta de un busto en bronce de Clara del Rey colocado sobre un pedestal de granito con inscripción. El busto es obra del escultor César Orrico.